# Piroska Jancsó-Ladányi
Piroska Jancsó-Ladányi (15. ledna 1934, Törökszentmiklós – 12. prosince 1954, Szolnok) byla maďarská sériová vražedkyně, která v letech 1953 až 1954 zabila 5 dospívajících dívek, aby uspokojila své sexuální touhy.

## Dětství a mládí
Piroska se narodila v lednu 1934 v Törökszentmiklós. Její matka Borbála měla ještě další 4 děti s různými muži. Její otec farmář Gyula Ladányi ji až do jejích 15 let odmítal uznat za vlastní. Později pod tlakem úřadů zaplatil výživné ve výši 600 forintů a pak už se svou dcerou nikdy nemluvil. Od té doby mohla nést jméno Piroska Jancsó-Ladányi. Už ve 14 letech vedla intenzivní sexuální život, kdy poskytovala sexuální služby vojákům sovětské posádky střežícím telefonní ústřednu na statku Czégény. Dospívající dívka pila alkohol, zapletla se do krádeží a po vzoru své matky vítala muže ve svém domě, a proto měla ve městě velmi špatnou pověst. Po smrti otce zdědila dům, který místní brzy začali označovat za nevěstinec. Později Piroska porodila dvě nemanželské děti, počaté sovětskými vojáky. V roce 1950 byla přistižena, jak nutí svého sedmiletého bratra, aby jí prováděl orální sex.

## Vraždy
Piroska se v létě 1953 seznámila s jedenáctiletou Marikou Komáromi, která pásla krávy na okraji města. O pár měsíců později, 13. října, když se znovu setkaly, vylákala holčičku do svého domu. Tam dala dívce číst knihu a poté využila její nepozornosti a zezadu ji uškrtila elektrickým drátem. Poté mrtvolu svlékla a následně se o ni třela. Pak ji přikryla přikrývkou, uvázala kolem krku smyčku, odtáhla z domu a shodila do studny.
Dne 9. června 1954 potkala třináctiletou Pirosku Hóppal, která prodávala kuřata na trhu Törökszentmiklós. Vycítila příležitost a nalákala dívku na farmu, údajně aby jí prodala nějaká kuřata, ale když dorazila, stejně jako v předchozím případě jí dala knihu, aby ji rozptýlila, a poté ji uškrtila drátem. Mrtvole pak olizovala genitálie a následně si do vlastních genitálií vsunula mrkev a přivedla se k orgasmu. Mrtvé dále násadou od koštěte změřila hloubku genitálií, a pak ji osahávala na prsou a třela své genitálie o její vyplazený jazyk, dokud nevyvrcholila podruhé. Následně tělo hodila do studny.
Na jaře 1954 se Jancsó-Ladányi seznámila se sedmnáctiletou tovární dělnicí Irén Simon, která pocházela z Budapešti. Podle ní byla Simona také tajně lesba, ale její návrhy odmítla, protože se bála, že by se někdo dozvěděl o jejich intimním vztahu. 9. srpna 1954 vylákala Jancsó-Ladányi Simonu na statek, kde ji uškrtila elektrickým drátem. Svlékla ji, ale všimla si, že trpí pohlavní chorobou a zdržela se jakýchkoli sexuálních aktů s mrtvolou. Místo toho odtáhla tělo oběti do studny a tam je vyhodila, předtím prohrabala kapsy šatů, ukradla 30 forintů a pak šaty zahodila.
O dva dny později potkala na autobusové zastávce před radnicí v Törökszentmiklós dvanáctiletou Mariku Botos. Dívka, která pocházela z Mezőtúru, řekla, že jede na prázdniny navštívit svou kmotru. Jancsó-Ladányi se nabídla, že ji tam doprovodí, a cestou ji požádala, aby jí pomohla doručit balíček na její farmu. Když dorazily na statek, Jancsó-Ladányi ji uškrtila bavlněnou šňůrou. Poté, co uspokojila své sexuální touhy s nahým mrtvým tělem, odtáhla ho ke studni a hodila dovnitř. Botosové šaty pak schovala pod postel a ukradla 7 forintů, které v nich našla.
Dne 14. srpna se Jancsó-Ladányiová setkala se svou pátou obětí, třináctiletou Katókou Szőke, a vylákala ji na statek pod záminkou pomoci. Když vešly do statku, Szőke opět dostala knihu, kterou si měla přečíst, zatímco Jancsó-Ladányi ji uškrtila páskem od kalhot. Poté tělo svlékla, zohavila a hodila do studny, přičemž si nechala dívčino oblečení. Poté šla na trh a prodávala oblečení a boty svých obětí za 15–20 forintů za kus.

## Zatčení a vyšetřování
K odhalení Pirosky Jancsó Ladányi došlo poté, co se pokusila o další vraždu. Na železniční stanici Szolnok-Alcsi se 2. září 1954 setkala s Istvánné Balázsi, kterou pozvala k sobě a pokusila se ji uškrtit, té se však podařilo utéci a informovat policii. Policisté pak v domě objevili oblečení předchozích obětí a následně i těla ve studni. Piroska Jancsó Ladányi o hrůzách, které spáchala, nejprve nechtěla mluvit, ale následně se doznala písemně. V doznání uvedla, že motivací byla její homosexuální orientace. Že ji přitahují ženy si prý uvědomila v 15 letech, poté, co zakoupila na trhu knihu obsahující grafické ilustrace sexuálních aktů mezi ženami. Za pětinásobnou vraždu byla odsouzena k smrti, oběšena byla 12. prosince 1954 v Szolnoku na dvoře věznice v ulici Dózsa György.